# 질 (철학)
질(質)은 다음을 뜻한다.

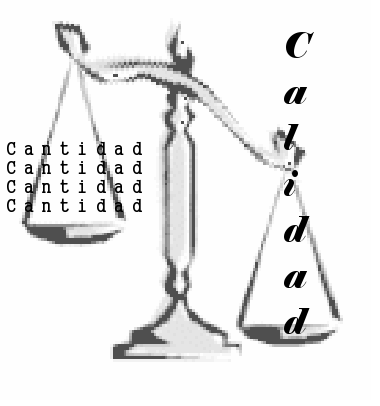

1. 어떠한 것이라 해도 그것은 실제로 있는 것이라 하여 다른 것과 구별되고 있다. 각각의 것을 그것이 현실에 있는 것으로 하는 규정성(規定性)을, 그 자체의 질이라 한다. 따라서 각각의 것은 그것의 질을 상실하면 이미 그 자체가 되지 않는다.
2. 그러나 보다 더 막연한 뜻으로는 성질과 같은 의미로 쓰인다. 성질은 어떤 것에 부속되고 있는 규정성이다. 물건에는 그 나름의 고유한 성질과 부대적인 성질이 있다. 물건이란 즉 그러한 여러 성질의 총체이다. 물건은 그 고유한 성질을 상실하면 그 물건이 될 수 없다. 그러나 부대적인 성질을 상실해도 모양이 바뀔 뿐이다.